# Tessuti aerei

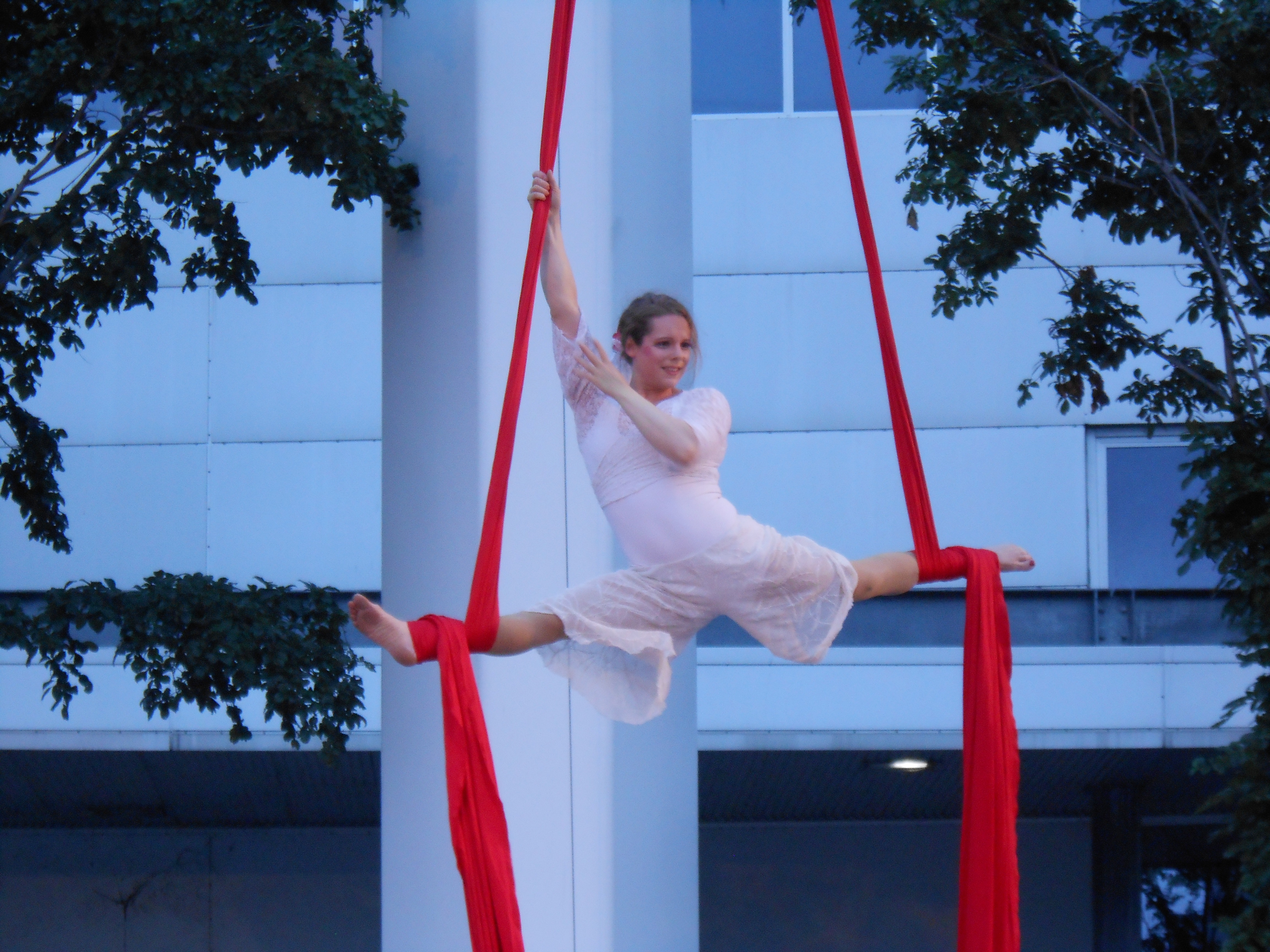
Esempio di esibizione con i tessuti aerei.

Tessuti aerei è una disciplina circense in cui gli acrobati eseguono su tessuti acrobazie spettacolari e cadute ai fini di creare figure sempre più strane e appariscenti. Tra le più conosciute abbiamo la spaccata dai nodini, il Buddha o anche la semplice salita, e varie chiavi, come la chiave di piede o la chiave di ventre, che garantiscono maggiore sicurezza all'acrobata. Si può salire in vari modi: col panino, il metodo più usato, che consiste nel mettere un piede sopra all'altro e fare forza sulle braccia, la poplitea che consiste nel portare una gamba in alto e agganciarla al tessuto, con il panino incrociato e con tantissime altre modalità.
Inoltre è possibile fare figure tramite il nodo, come il ghepardo o l'arciere, il bocciolo o l'amaca. Esistono diverse cadute, sia semplici che difficili. Ne sono esempio il 360, la doppia poplitea e il kamikaze. Quest'ultima è un po' più pericolosa tanto che in alcune gare la vietano.
Molte figure come il porteur derivano dal Francese o da altre lingue. La disciplina è completa in quanto si usano braccia e gambe nell'arrampicata e addominali per l'inversione e molte pose. Inoltre in questa disciplina si possono distinguere sia maschi che femmine, con conseguenti pose specifiche. Le acrobazie sono sicure in quanto garantiscono la totale presenza dell'acrobata sia mentale che fisica.